# Еллі Дуе
Еллі Френсіс Дуе (нар. 14 лютого 1992, Алабама, США), відома як Еллі Дуе — американська співачка. Найбільш відома своїм синглом 2018 року «Happy Now», який був сертифікований платиновим у Сполучених Штатах, та синглом 2020 року «Middle of the Night», який став вірусним у TikTok у 2022 році.

## Ранні роки
Після того, як батько подарував Еллі в 14 років її першу гітару, співачка почала свою кар'єру в 15 років зі співу в кав'ярнях. Дуе відчувала натхнення від свого батька-музиканта та дядьків, які працюють на музичній сцені Нового Орлеана.
Закінчивши грати концерти в барах, ресторанах та на приватних вечірках, Еллі зв'язалася з авторами пісень у Нешвіллі, Лос-Анджелесі та Остіні, де, після того, як покинула середню школу та отримала GED, співачка провела три роки.
У 2012 Дуе з'явилася на етапі сліпих прослуховувань другого сезону «Голосу», але не просунулася в конкурсі.
На початку своєї кар'єри вона використовувала сценічний псевдонім L.E.D.
Зараз Еллі живе в Лос-Анджелесі.

## Кар'єра
Сингл «Millennium» у співпраці з електронним продюсером Тарро, випущений у жовтні 2016 року, був переглянутий понад два мільйони разів на YouTube і транслювався 3,2 млн разів на Spotify.
Після прем'єри синглу «Immortal» у грудні 2016 року, він набрав більше 10 млн прослуховувань на Spotify. Ремікс ді-джейського дуету зі Snakehips на цю композицію зібрав додаткові 4,8 млн потоків Spotify.
Наступний сингл Еллі — «Fly» — випущений у липні 2017 року, містив продакшн від ILLA та Cool & Dre (Крістін Міліан, Lil Wayne).
У липні 2018 року співпрацювала з російсько-німецьким музичним продюсером Zedd над синглом «Happy Now». Ця пісня Дуе є другою за популярністю з 492 млн прослуховувань на Spotify.

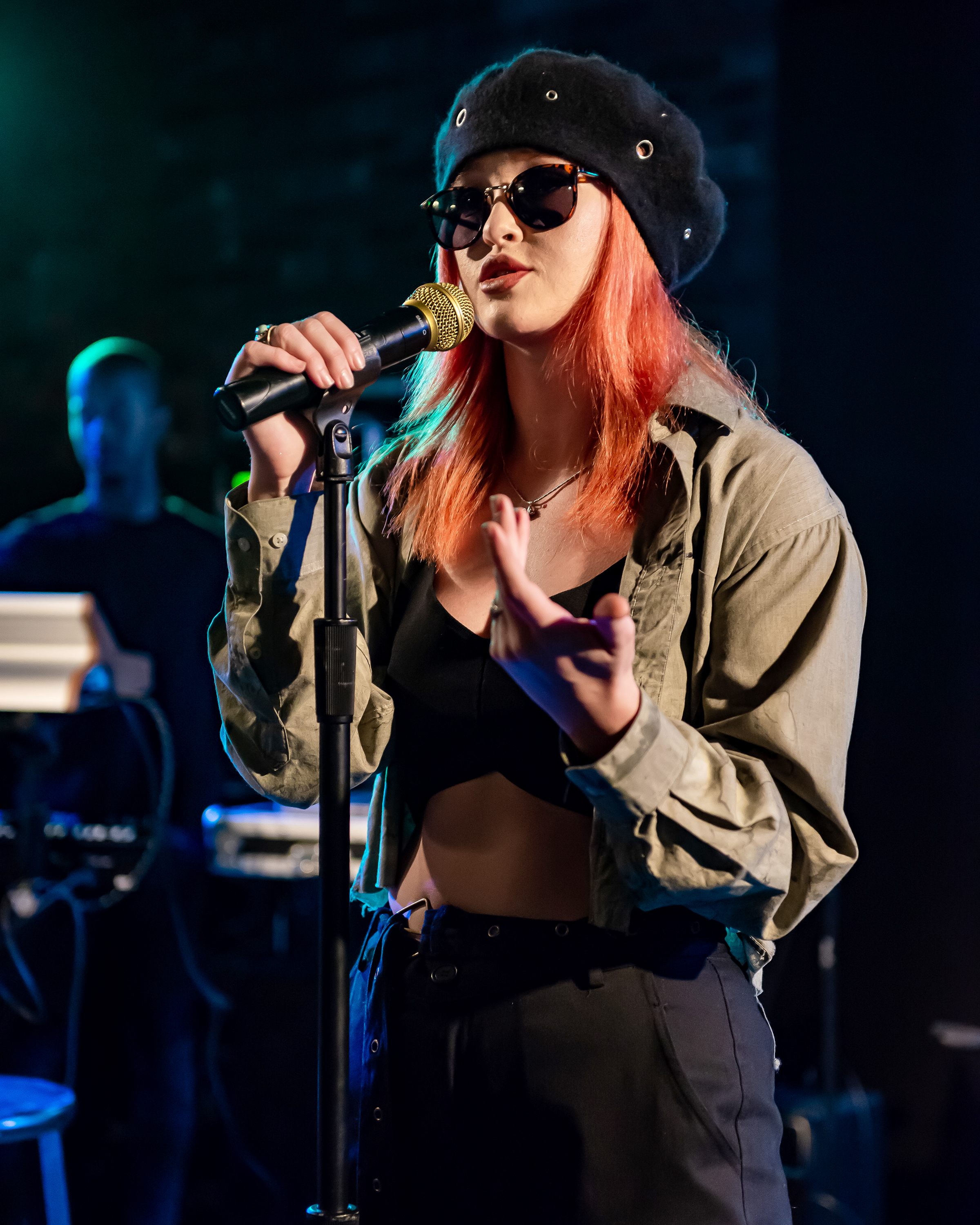
Еллі Дуе у 2018 році

3 серпня 2018 року вийшов її спільний сингл з Gryffin — «Tie Me Down» (253 млн прослуховувань). 10 серпня того ж року Еллі випустила міні-альбом Dragon Mentality. У 2021 році співачка випустила сингл «Kids of the Night».
У 2022 році вийшла пісня «Bad Memories» у спрівпраці з Meduza, James Carter та Fast Boy у 2022 році (290 млн прослуховувань). Того ж року сингл Дуе 2020 року «Middle of the Night» досяг успіху в чартах після того, як став вірусним у TikTok та має наразі більше 877 мільйонів прослуховувань на Spotify.